# آب‌انبار گلشن
آب‌انبار گلشن مربوط به دوره معاصر است و در یزد، خیابان دهم فروردین، محله پنبه کاران، کوی محمدی واقع شده و این اثر در تاریخ ۹ فروردین ۱۳۷۸ با شمارهٔ ثبت ۲۳۰۰ به‌عنوان یکی از آثار ملی ایران به ثبت رسیده است.